# Alcis obscura
Alcis obscura là một loài bướm đêm trong họ Geometridae.